# Erythrina falcata
Erythrina falcata (tên đồng nghĩa Corallodendron falcatum (Benth.) Kuntze, Erythrina crista-galli L. var. inermis Speg., Erythrina martii Colla) là một loài cây lấy gỗ bản địa của rừng Atlantic Forest, trồng ở Brasil, Paraguay và Argentina. Loài này cũng được sử dụng làm dược phẩm và cây định hướng để thu hút chim.

## Hình ảnh

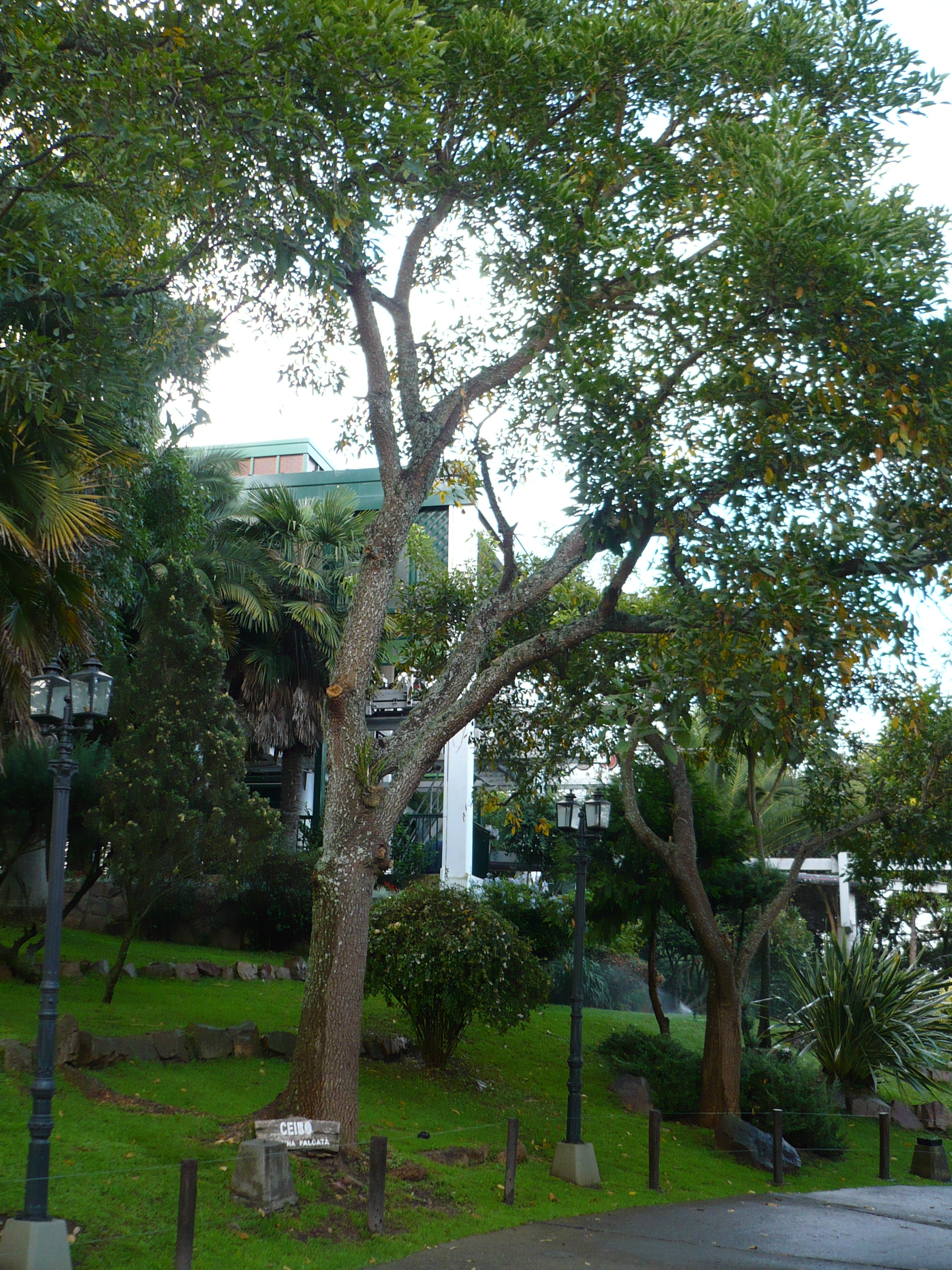
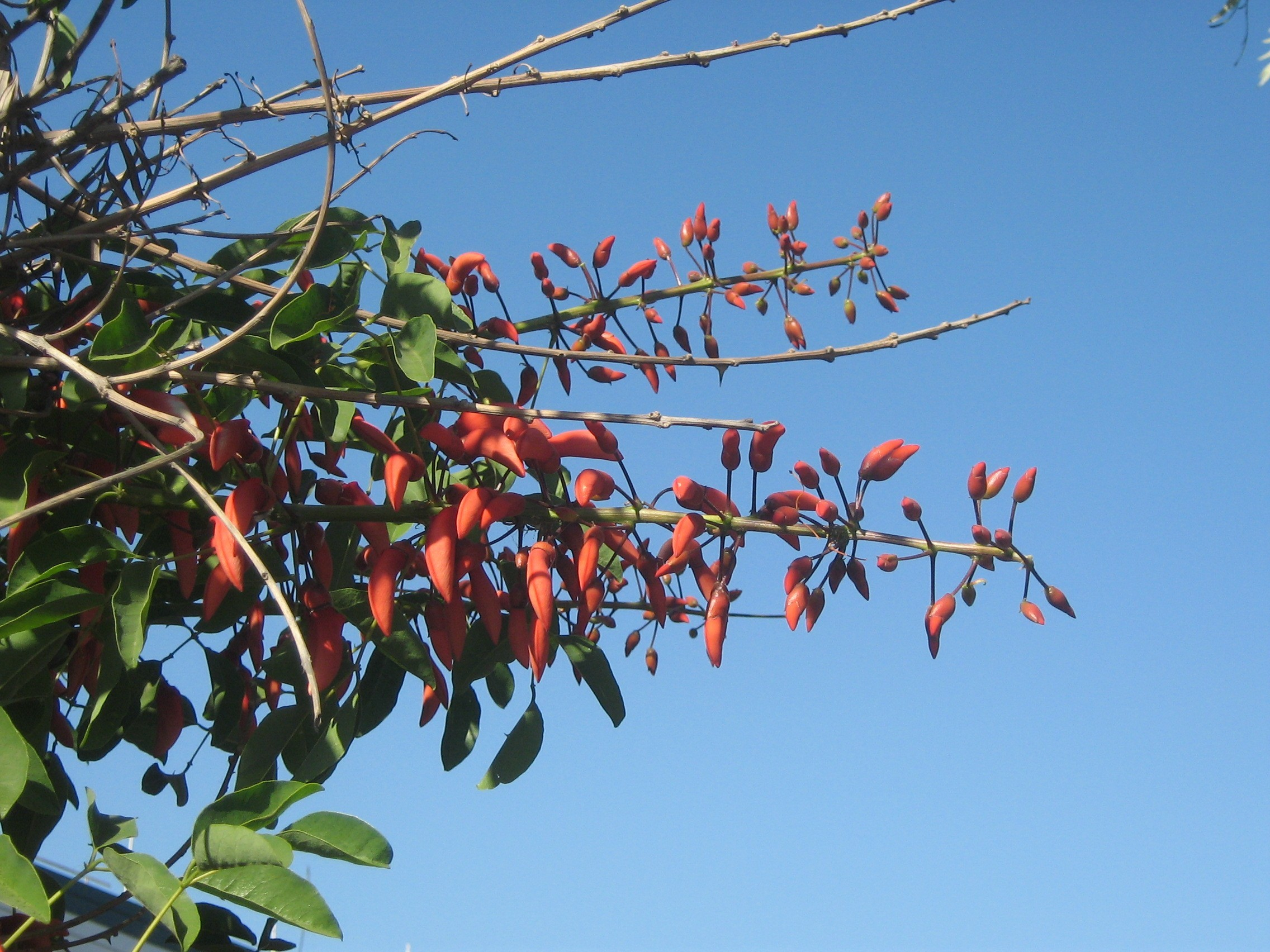